# Odoardo Beccari

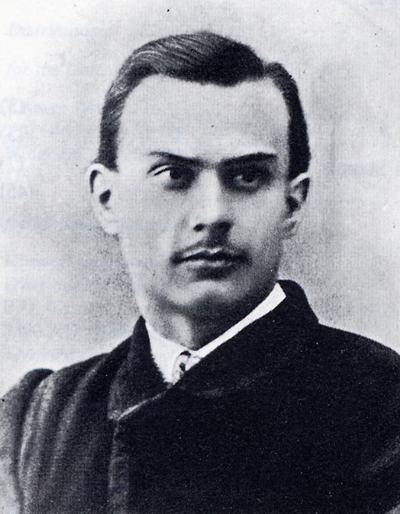
Odoardo Beccari

Odoardo Beccari (* 19. November 1843 in Florenz; † 25. Oktober 1920 ebenda) war ein italienischer Reisender und Botaniker. Sein offizielles botanisches Autorenkürzel lautet „Becc.“

## Leben und Wirken
Beccari studierte in Pisa, Bologna und in den Kew-Gärten in London und ging 1865 auf Veranlassung des Weißen Rajas von Sarawak, Sir James Brooke, mit Marchese Giacomo Doria nach Borneo und sammelte besonders im nordwestlichen Teil der Insel unter anderem über 20.000 Pflanzen und 35 Orang-Utan-Schädel. 1868 zurückgekehrt, veröffentlichte er seine Beobachtungen in einem eigenen Journal mit dem Titel Il nuovo giornale botanico italiano. Zwei Jahre später besuchte er mit Marchese Orazio Antinori und Arturo Issel (1842–1922) die Barka- und Bogosländer, die Assabbai und den Dahlak-Archipel in Abessinien (heute Eritrea).
1871 ging er mit dem Ornithologen Luigi Maria d’Albertis nach Neuguinea, von dort allein nach den Aru- und Kai-Inseln und 1873 nach Celebes. 1875 bereiste er zum zweiten Mal Neuguinea und erforschte besonders das Arfakgebirge. Nach einer dritten Expedition nach Neuguinea kehrte er 1876 nach Italien zurück.
Beccari machte unter anderem die Titanenwurz (Amorphophallus titanum) mit einer der größten Blüten der Welt im Westen bekannt. Während einer Expedition im Atjer Mantior auf Sumatra beobachtete er am 6. August 1878 die Blätter sowie eine fruchtende Pflanze, am 5. September 1878 ein blühendes Exemplar dieser Art. Er schickte einige Knollen und Samen nach Florenz. Während die Knollen zugrunde gingen, keimten einige Samen aus. Von den Jungpflanzen gelangten einige an den Botanischen Garten Kew in London. Dort blühte 11 Jahre nach der Entdeckung 1889 erstmals ein Exemplar außerhalb Sumatras.
Beccari veröffentlichte seinen Fund bereits im November 1878 im Gardeners Chronicle und benannte die Pflanze Conophallus titanum. Giovanni Arcangeli gab der Art 1879 ihren derzeit gültigen wissenschaftlichen Namen Amorphophallus titanum (Becc.) Becc. ex Arcang.

## Nach Beccari benannte Taxa

### Pflanzen
Ihm zu Ehren sind die Pflanzengattungen Beccarianthus Cogn., Beccarinda Kuntze, Beccariodendron Warb. und Beccariophoenix Jum. & H. Perrier benannt.

### Vögel
Tommaso Salvadori widmete ihm 1874 die Beccarisericornis (Sericornis beccarii), 1876 die Graubrusttaube (Alopecoenas beccarii), die Biak-Zwergohreule (Otus beccarii) und den Papuadrosselschnäpper (Drymodes beccarii) sowie 1879 die Sumatraschnäpperdrossel (Cochoa beccarii). Ebenso findet sich sein Name in der Karmesinnektarvogel-Unterart (Aethopyga siparaja beccarii Salvadori, 1875), der Feuerbrust-Mistelfresser-Unterart (Dicaeum ignipectus beccarii Robinson & , Kloss 1916), der Fächertauben-Unterart (Goura victoria beccarii Salvadori, 1876), der Braunstirn-Spechtpapagei (Micropsitta pusio beccarii (Salvadori, 1876)) und der Fleckenlaufhühnchen-Unterart (Turnix maculosus beccarii Salvadori, 1875)
Casuarius beccarii Sclater, PL, 1875 wird heute als Synonym zum Helmkasuar (Casuarius casuarius (Linnaeus, 1758)), Cyornis beccariana (Salvadori, 1868) als Synonym für den Mangroveblauschnäpper (Cyornis rufigastra (Raffles 1822)) und Siphia beccariana Sharpe, 1879 (nec Salvadori!) als Synonym für den Prachtblauschnäpper (Cyornis superbus Stresemann, 1925) betrachtet.

### Säugetiere
Fredericus Anna Jentink ehrte ihn 1880 im Namen der Beccaris Margaretaratte (Margaretamys beccarii), Wilhelm Peters im Jahr 1881 in der Beccari-Mastino-Fledermaus (Mormopterus beccarii), Peters und Doria 1881 in der Beccari-Freischwanzfledermaus (Emballonura beccarii) und George Edward Dobson 1886 in der Beccari-Weißzahnspitzmaus (Crocidura beccarii).

### Reptilien
Auch zahlreiche Reptilien wurden nach ihm benannt wie die Beccari-Hornagame (Harpesaurus beccarii Doria, 1888), Tropidophorus beccarii Peters, 1871, der Schwarze Baumwaran (Varanus beccarii (Doria, 1874)), Carlia beccarii (Peters & Doria 1878) oder Draco beccarii Peters & Doria 1878.
Euprepes (Mabuya) beccari Doria, 1874 gilt heute als Synonym für Emoia kordoana (Meyer, 1874).

### Sonstiges
Nicht für ihn, sondern für seinen Sohn Nello Beccari (1883–1957) wurde der Äthiopische Riesenfrosch (Conraua beccarii (Boulenger, 1911)) benannt.

## Schriften

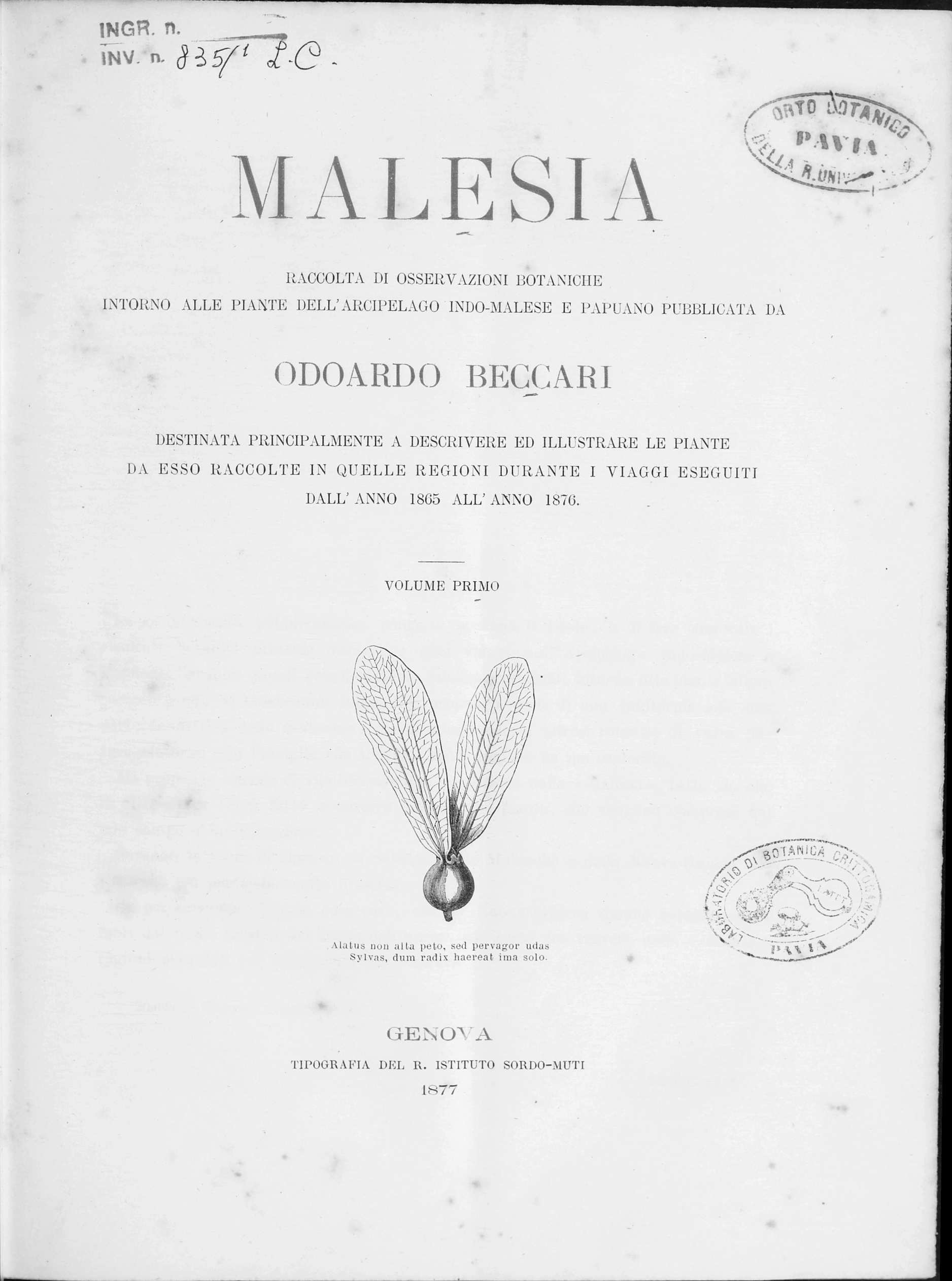
Malesia, vol. 1, 1877

- Palme del Madagascar descritte ed illustrate. 5 Bände. Istituto micrografico italiano, Firenze 1912.
- Contributo alla conoscenza della palma a olio (Elaeis guineensis). 1914.
- Malesia; raccolta di osservazioni botaniche intorno alle piante dell'arcipelago Indo-Malese e Papuano pubblicata da Odoardo Beccari, destinata principalmente a descrivere ed illustrare le piante da esso raccolte in quelle regioni durante i viaggi eseguiti dall'anno 1865 all'anno 1878. 1916.
- Il genere Cocos Linn. e le palme affini. 1916.
- mit Joseph Francis Charles Rock: A monographic study of the genus Pritchardia. 1921.
- Nuova Guinea: Selebes e Molucche: diarii di viaggio. 1924.
- Nelle foreste di Borneo: viaggi e ricerche di un naturalista. 1982.
- Wanderings in the great forests of Borneo. 1989.